# Verbandsgemeinde Ruwer
La comunidad administrativa de Ruwer (Verbandsgemeinde) está ubicada en el Distrito de Tréveris-Saarburg en Renania-Palatinado, Alemania. La capital es Waldrach.

## Municipios asociados
La lista contiene los escudos de armas, los nombres de los municipios, las áreas distritales, las alturas y las cifras de población:
| Municipio    | Área (km²) | Altitud (m) | 1563 (Viviendas) | 1684 (Viviendas) | 1818 (Población) | 2000 (Población) | 2015 (Población) |
| ------------ | ---------- | ----------- | ---------------- | ---------------- | ---------------- | ---------------- | ---------------- |
| Bonerath     | 4,25       | 424         | 6                | 6                | 151              | 256              | 245              |
| Farschweiler | 7,45       | 433         | 13               | 8                | 197              | 760              | 784              |
| Gusterath    | 4,41       | 301         | 5                | 9                | 141              | 2.015            | 1.891            |
| Gutweiler    | 2,51       | 305         | 7                | 7                | 100              | 739              | 648              |
| Herl         | 2,83       | 420         | 5                | 7                | 140              | 254              | 268              |
| Hinzenburg   | 2,87       | 328         | 3                | 3                | 82               | 164              | 142              |
| Holzerath    | 6,76       | 427         | 6                | 5                | 186              | 498              | 429              |
| Kasel        | 4,53       | 166         | 25               | 21               | 255              | 1.347            | 1.312            |
| Korlingen    | 2,08       | 287         | 9                | 6                | 97               | 890              | 771              |
| Lorscheid    | 5,09       | 439         | 11               | 12               | 187              | 621              | 568              |
| Mertesdorf   | 6,47       | 199         | 20               | 14               | 287              | 1.762            | 1.650            |
| Morscheid    | 5,48       | 282         | 17               | 18               | 227              | 821              | 954              |
| Ollmuth      | 3,93       | 330         | 4                | 4                | 91               | 174              | 160              |
| Osburg       | 33,92      | 456         | 23               | 17               | 515              | 1.943            | 2.457            |
| Pluwig       | 4,87       | 310         | 9                | 9                | 250              | 1.231            | 1.600            |
| Riveris      | 2,11       | 209         | 4                | 4                | 133              | 364              | 408              |
| Schöndorf    | 10,03      | 309         | 12               | 12               | 296              | 831              | 734              |
| Sommerau     | 1,04       | 194         | 1                | 1                | 29               | 74               | 73               |
| Thomm        | 4,49       | 462         | 16               | 12               | 327              | 1.041            | 1.050            |
| Waldrach     | 12,45      | 159         | 53               | 41               | 533              | 2.179            | 2.027            |
| VG Ruwer     | 127,57     | ø 322       | 249              | 216              | 4.224            | 17.964           | 18.171           |

## Galería

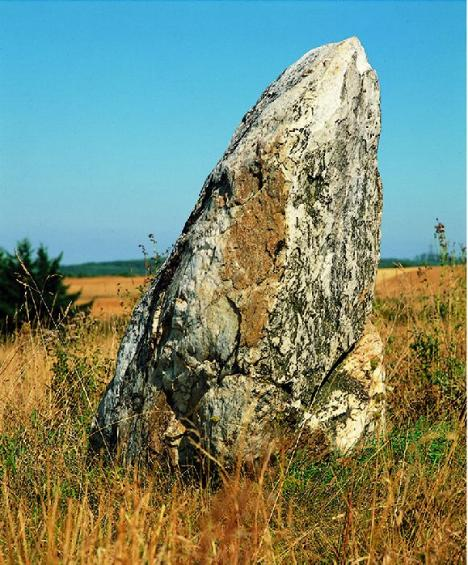
Menhir
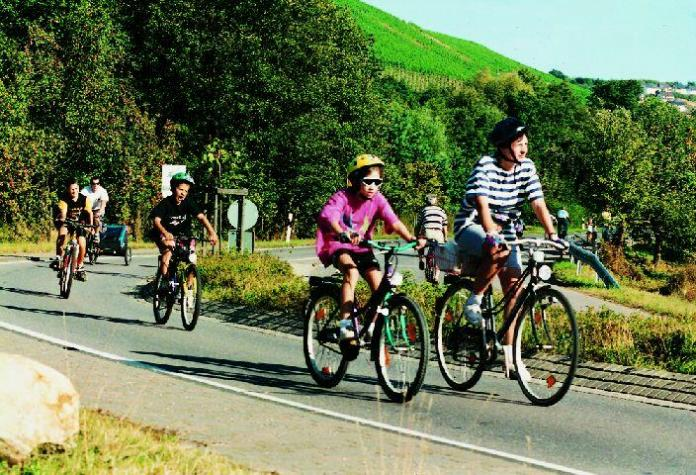
Ruwertal aktiv
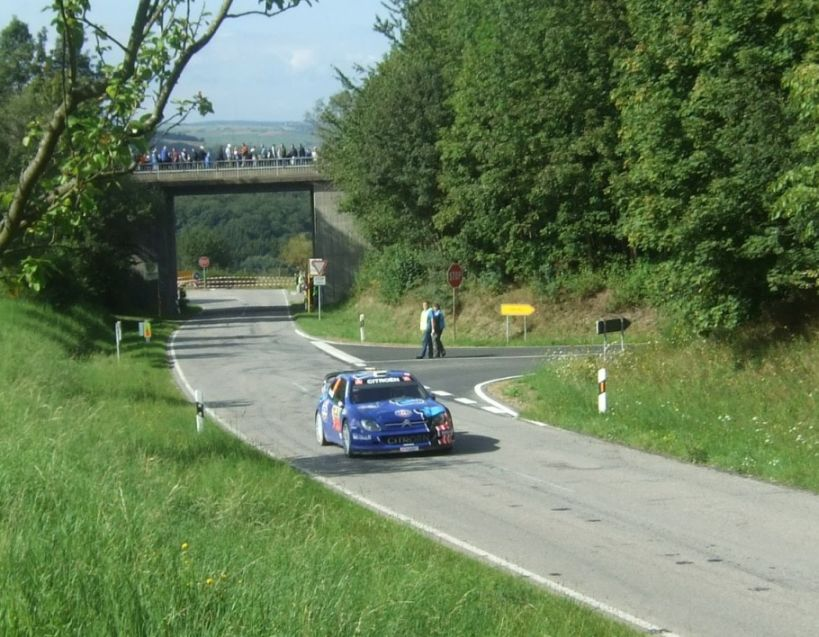
Rallye
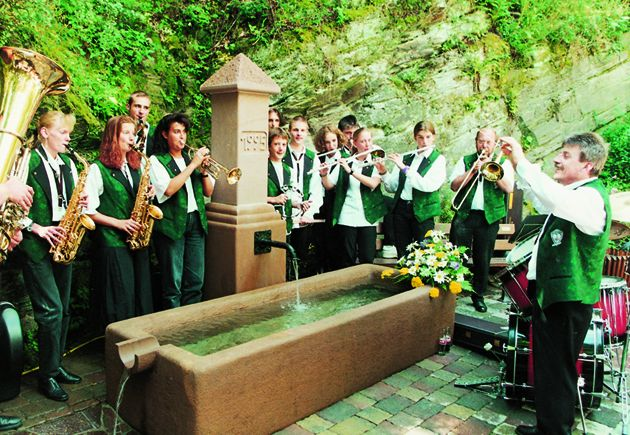
Musikanten Ruwertal
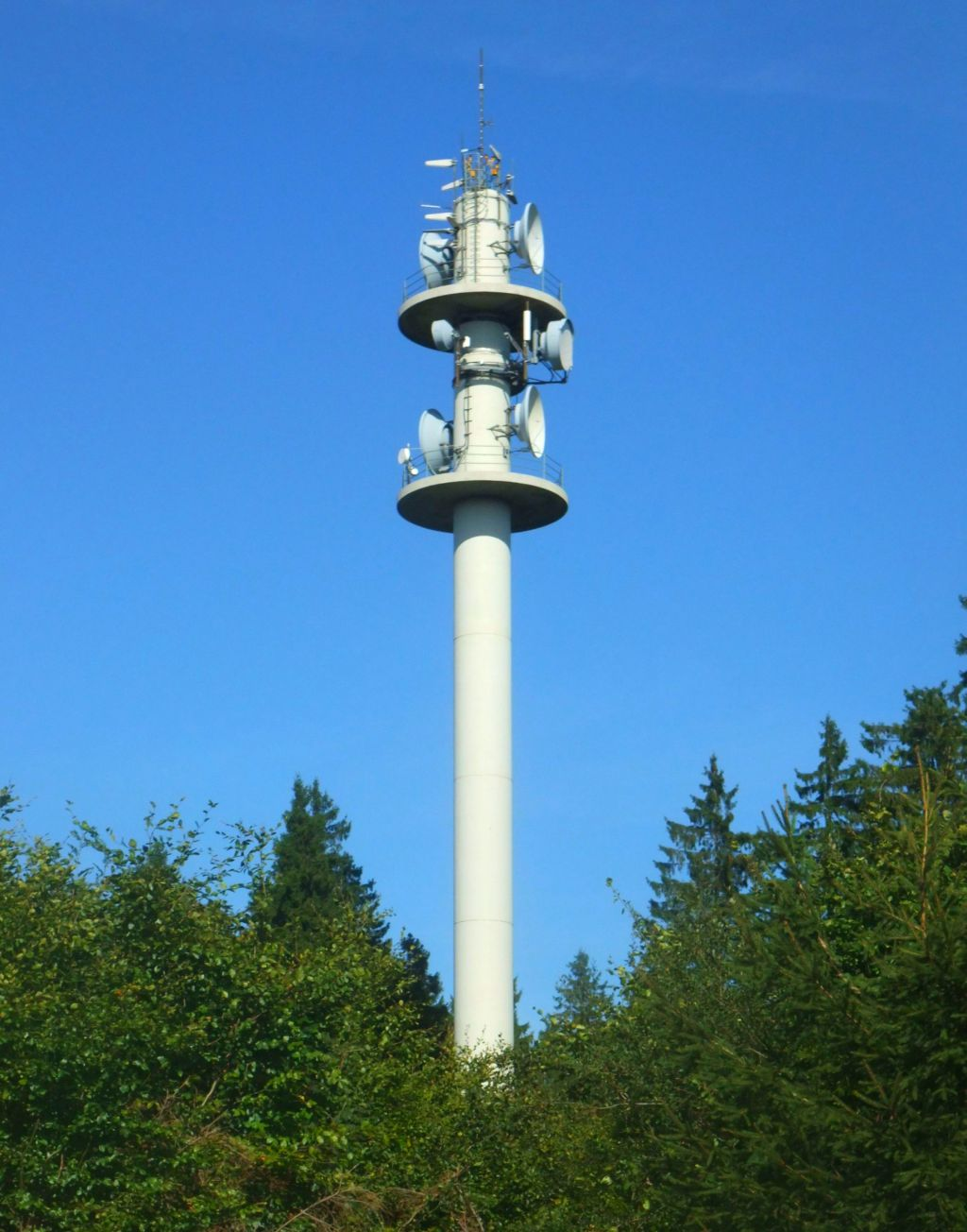
Rösterkopf
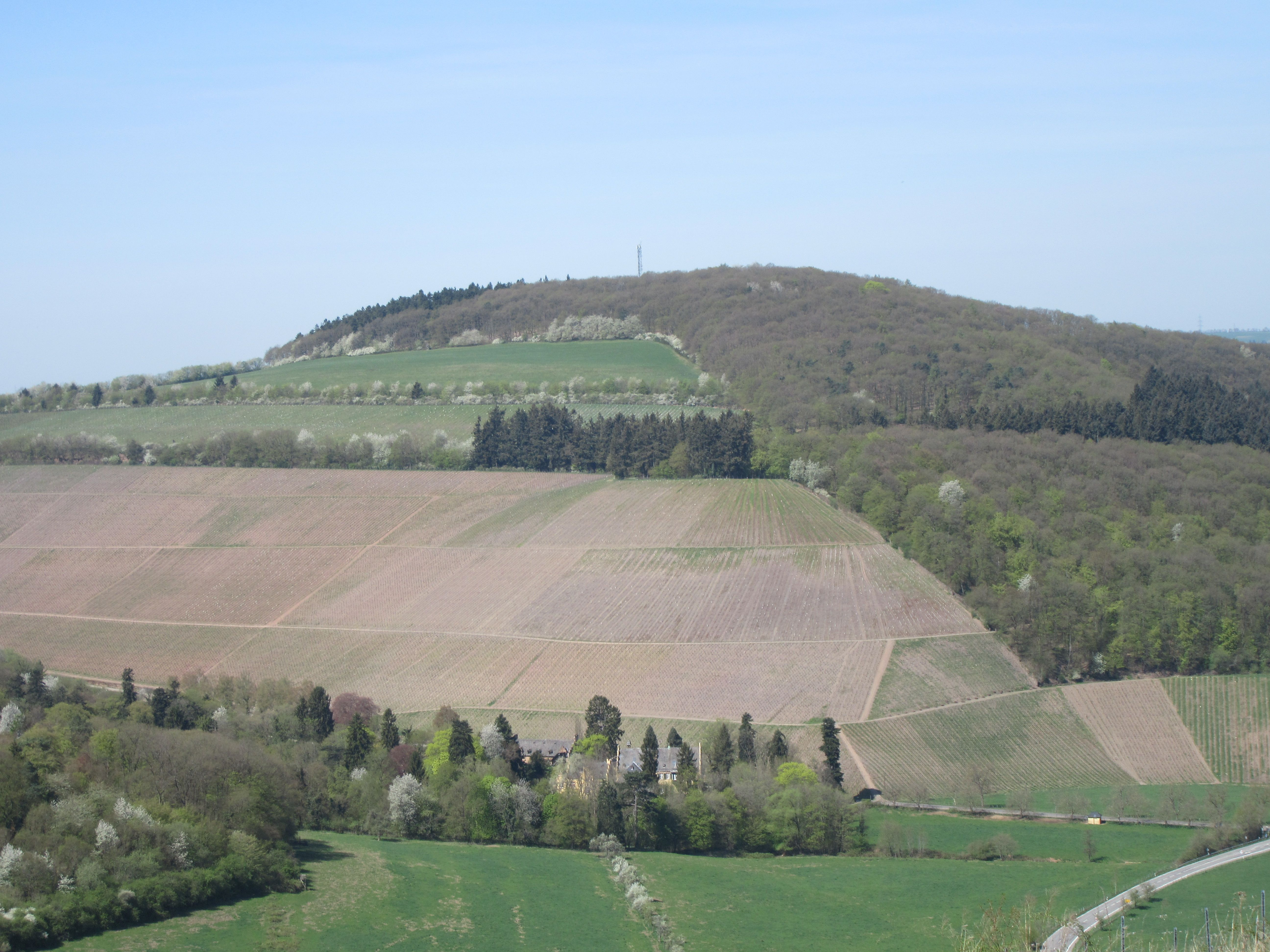
Grüneberg
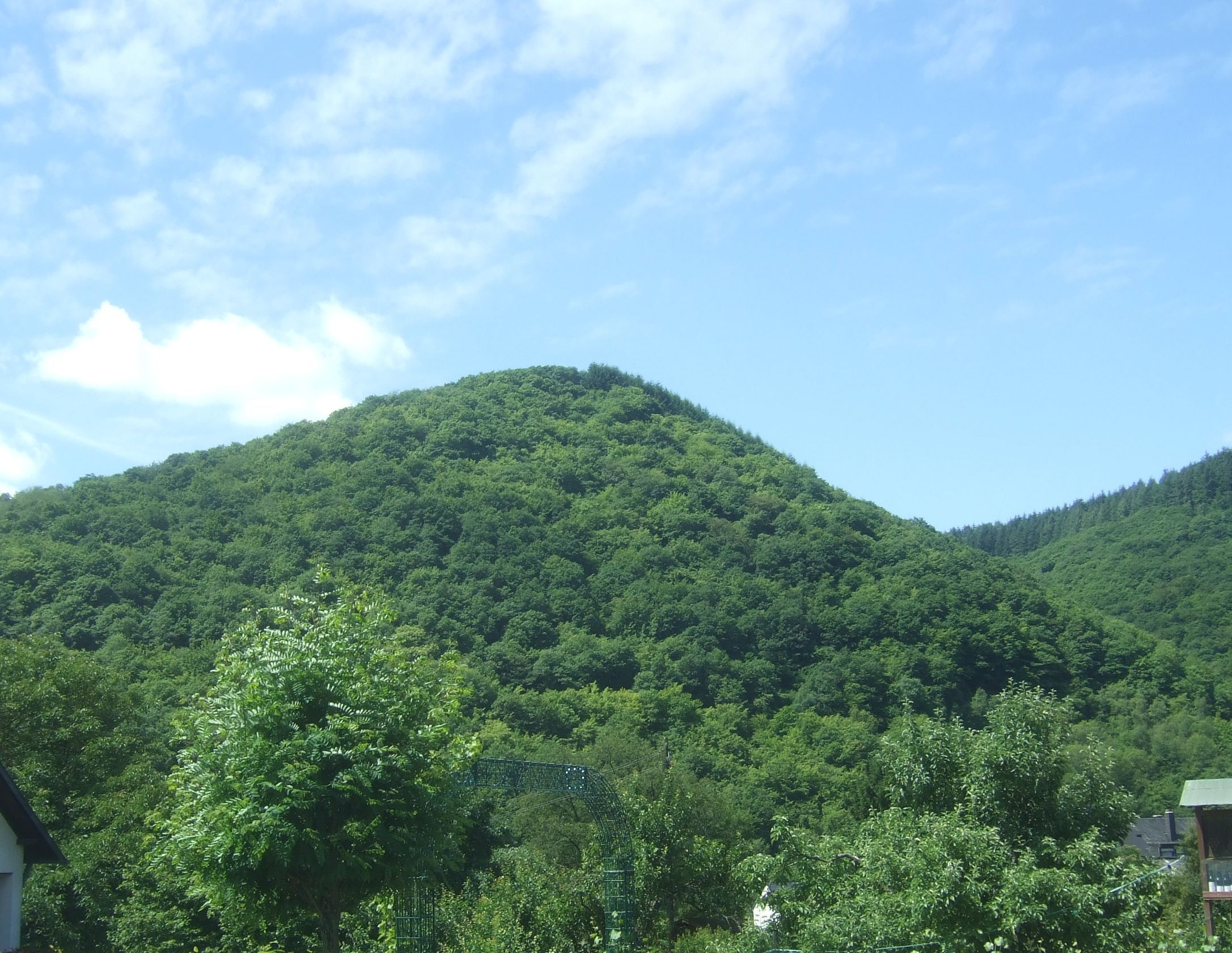
Naumeter Kupp
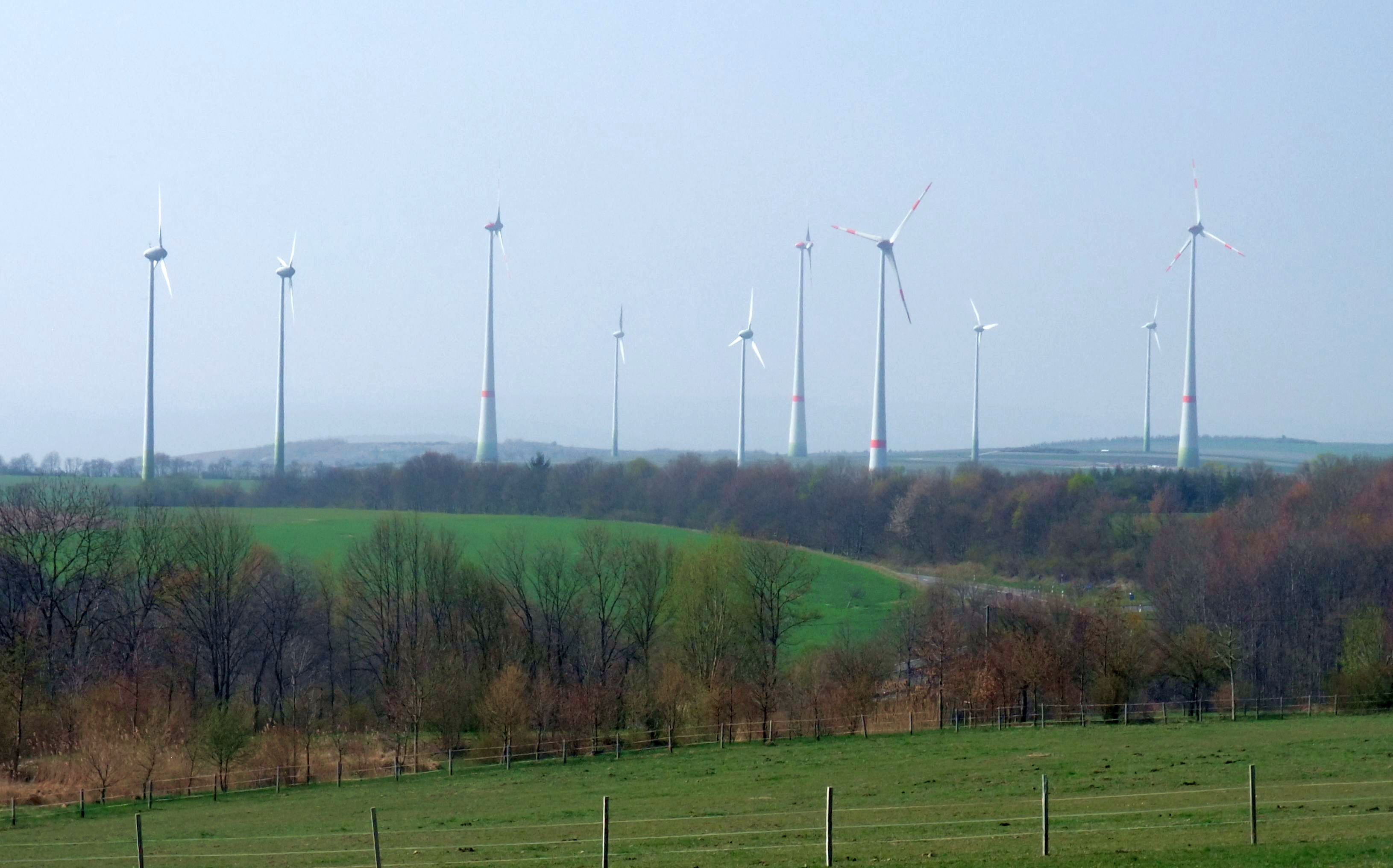
Windpark Waldrach
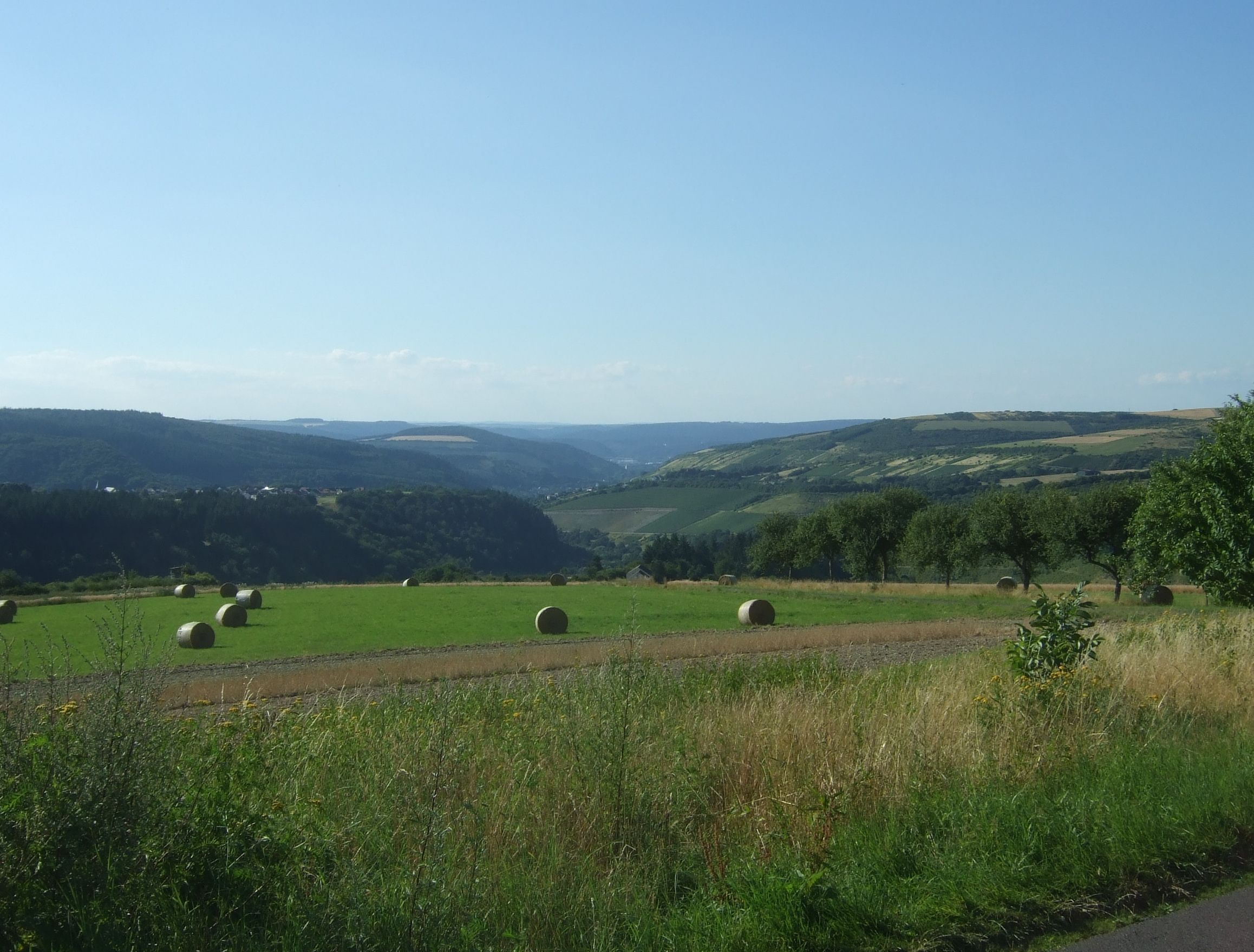
Ruwertal
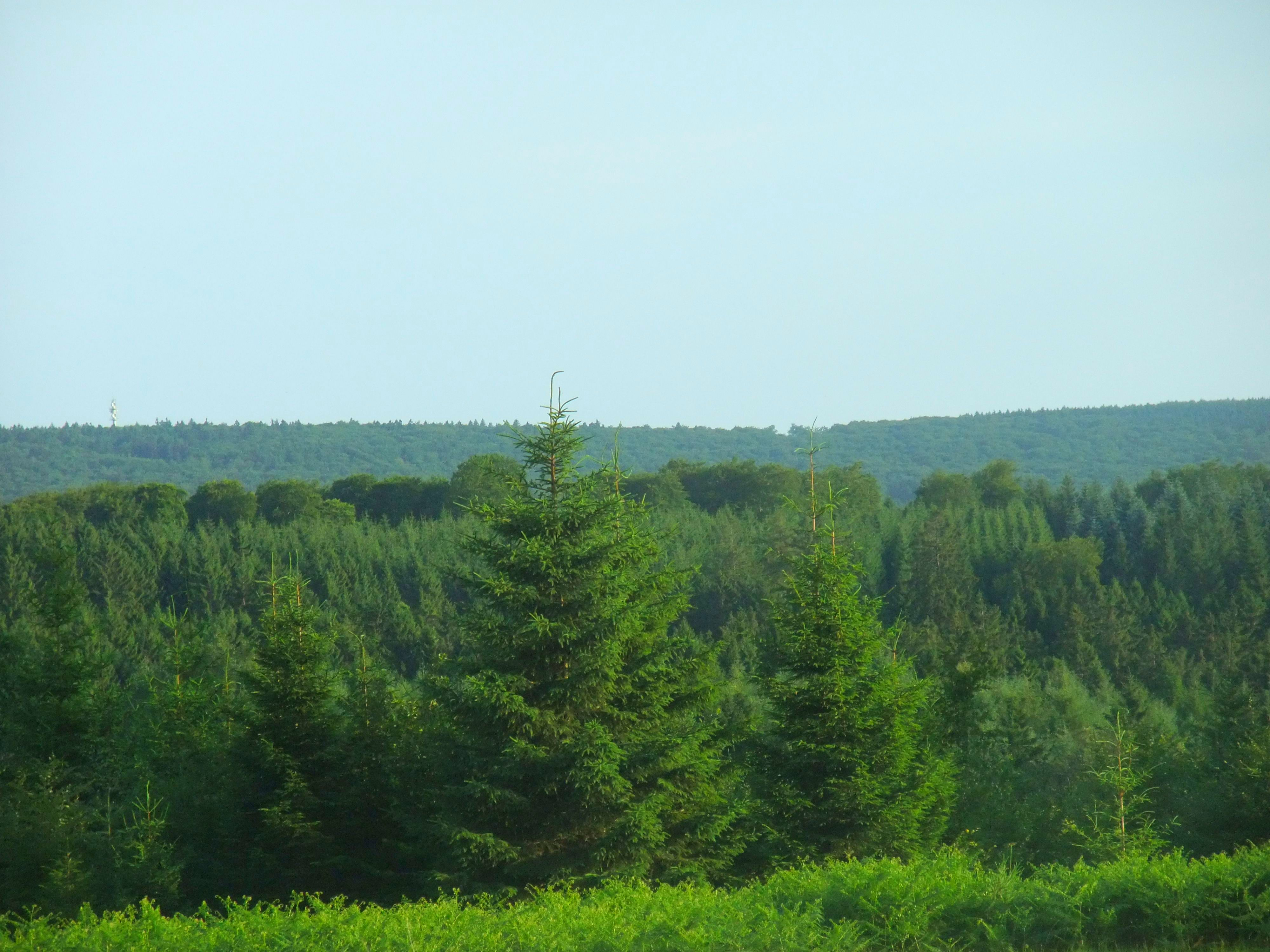
Osburger Hochwald
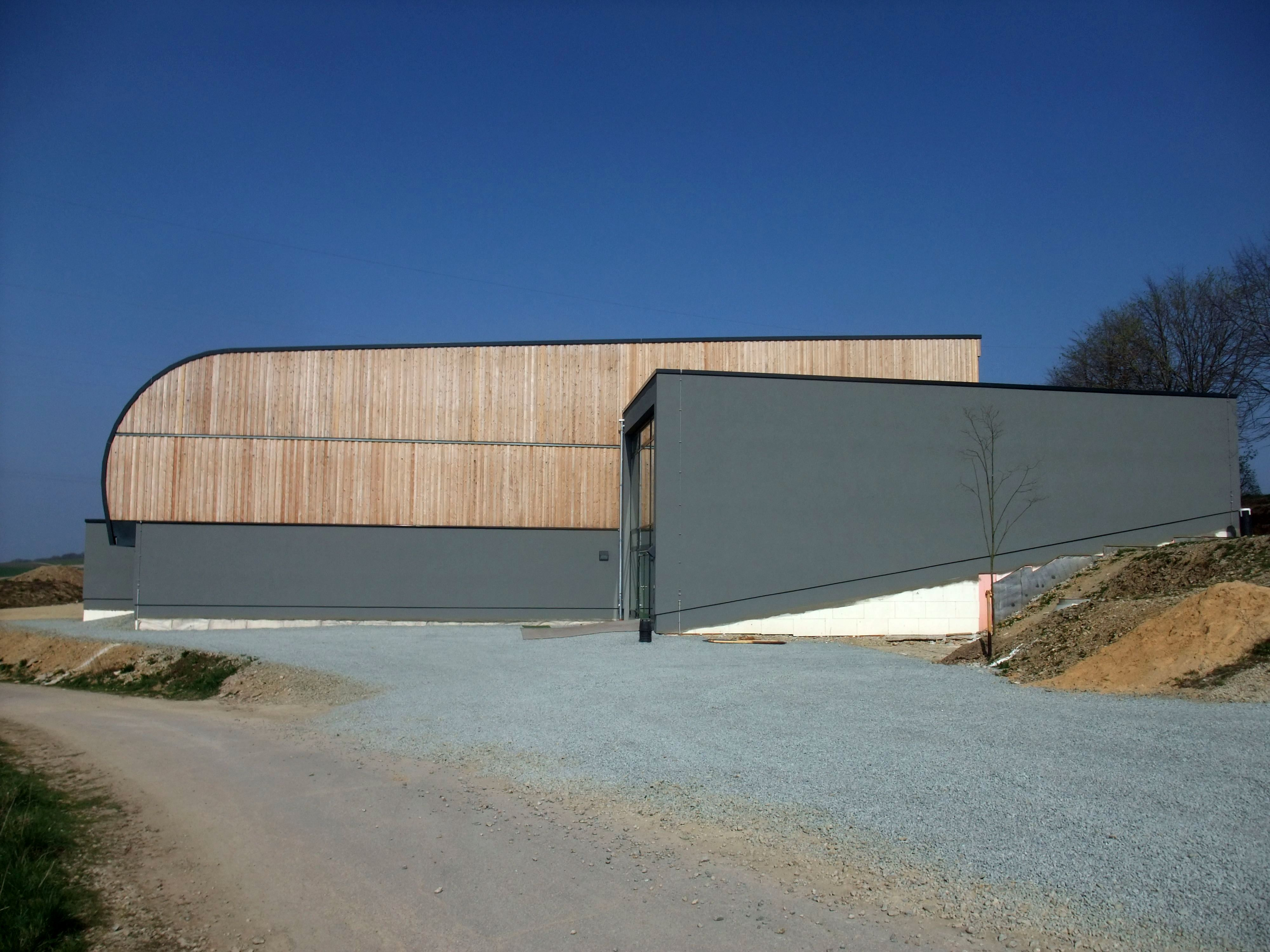
Hochwaldhalle Osburg
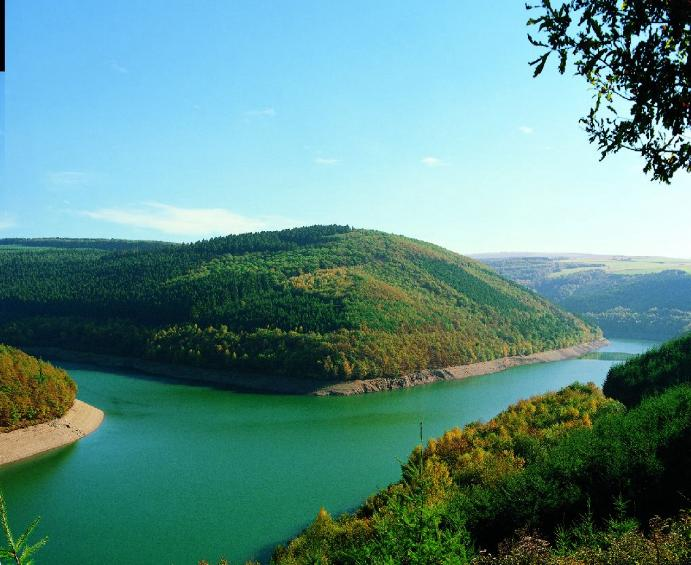
Riveristalsperre